# GMG Airlines
GMG Airlines (mã IATA = Z5, mã ICAO = GMG) là hãng hàng không tư lớn nhất Bangladesh, trụ sở tại Dhaka. Hãng có căn cứ ở Sân bay quốc tế Zia (Dhaka), Sân bay quốc tế Shah Amanat (Chittagong)  và có các tuyến bay quốc nội cũng như quốc tế.

## Lịch sử

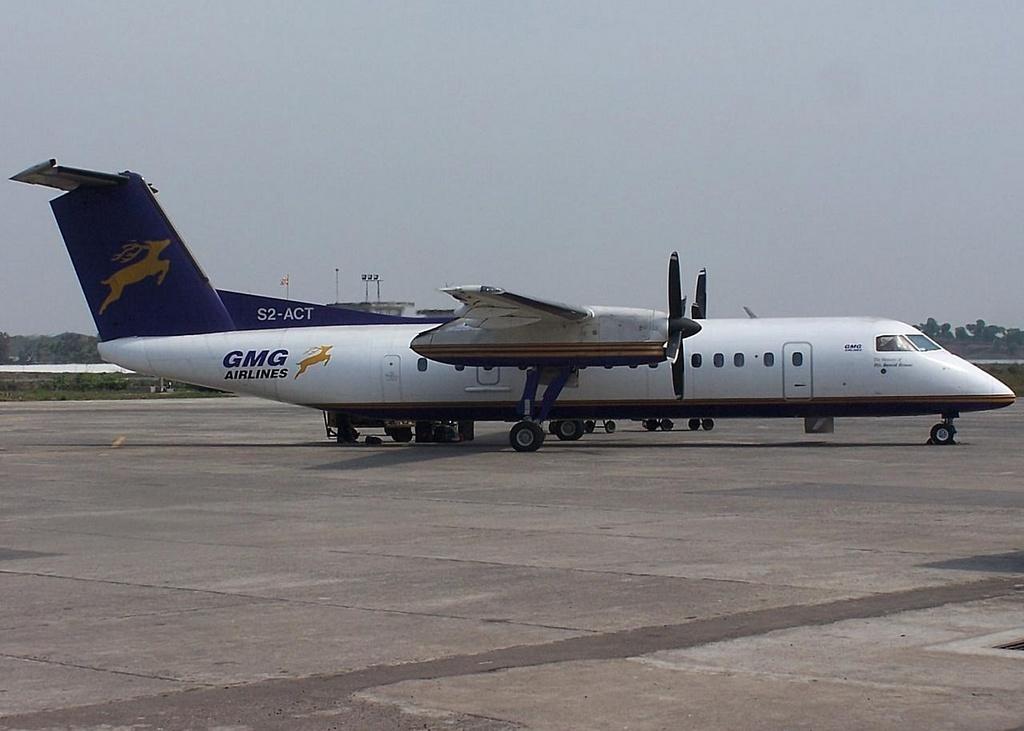
Máy bay MD-82 của MGM Airlines

GMG Airlines được thành lập năm 1997 do "Tập đoàn công nghệ GMG" làm chủ. Hãng bắt đầu hoạt động từ ngày 6.4.1998 bằng các tuyến đường quốc nội. Ngày 8.9.2004 hãng mở tuyến bay quốc tế từ Chittagong tới Kolkata. Ngày 20.10.2006 hãng có các chuyến bay thường xuyên tới Bangkok, Delhi, Kathmandu. Ngày 24.1.2007 hãng mở tuyến bay tới Kuala Lumpur. Ngày 1.2.2008 hãng có các chuyến bay hàng ngày tới vùng Trung Đông. Hiện nay hãng cũng có kế hoạch mở các tuyến đường tới Singapore, Kuwait, Muscat, Karachi vào tháng 5/2008, Abu Dhabi, Doha, Dammam, Riyadh, Jeddah vào tháng 12/2008 và London, Milano vào quý I năm 2009

## Các nơi đến

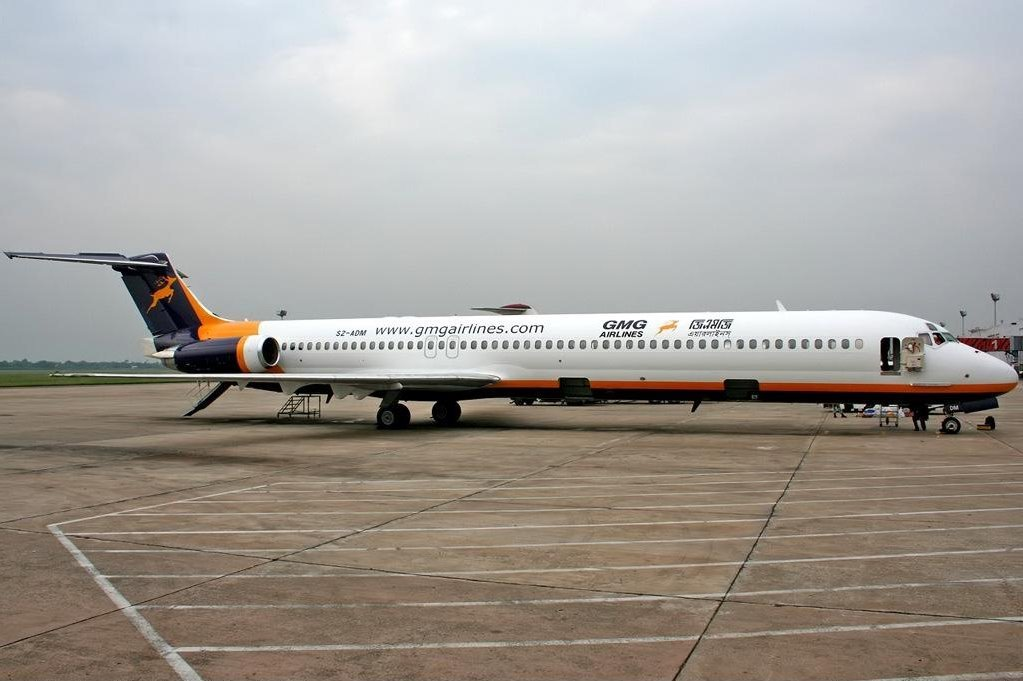
Máy bay McDonnell Douglas MD-82 S2-ADM của GMG Airlines

Các nơi đến hiện nay của GMG Airlines:
Bangladesh
- Barisal
- Chittagong
- Cox's Bazar
- Dhaka
- Jessore
- Sylhet

Ấn Độ
- Kolkata
- New Delhi

Nepal
- Kathmandu

Malaysia
- Kuala Lumpur

Thái Lan
- Bangkok

Các Tiểu vương quốc Ả rập Thống nhất
- Dubai

## Các nơi đến trong tương lai gần
châu Á
- Chennai
- Mumbai
- Karachi
- Hồng Kông
- Singapore

Trung Đông
- Kuwait
- Muscat
- Doha
- Dammam
- Jeddah
- Riyadh
- Abu Dhabi

## Đội máy bay
- 1 Boeing 747-300
- 1 Bombardier Dash8 100
- 2 Bombardier Dash8 Q300
- 2 McDonnell Douglas MD-82 (+2 orders)
- Boeing 767-300ER (2 orders)
- Boeing 777-300ER (3 orders)
- Boeing 787-9 (3 orders)